# Fester Platz Toul

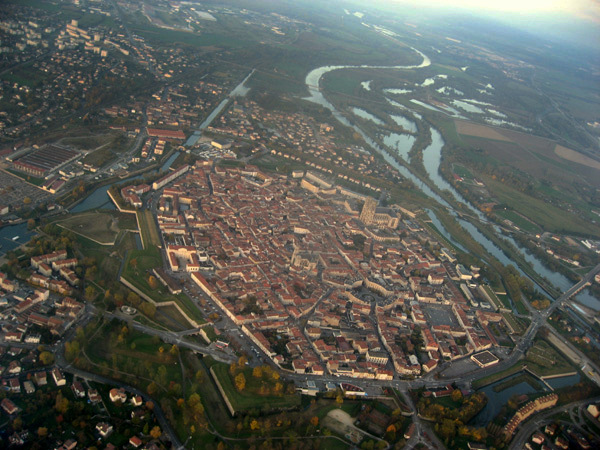
Luftansicht auf die Stadtumwallung von Toul (2009)

Der Feste Platz Toul (fr.: Place forte de Toul) war eine ostfranzösische Gürtelfestung im Département Meurthe-et-Moselle mit der Stadt Toul im Zentrum.
Ab dem Jahre 1874 erbaut, umschließt diese Verteidigungsanlage mit ihren Forts, Ouvrages, betonierten Geschützständen und Infanteriestützpunkten (Ouvrages d’infanterie) die bastionierte Stadtumwallung des 17. Jahrhunderts. Der „Feste Platz“ war Teil des Verteidigungssystems Séré de Rivières, das Frankreich vor einer deutschen Invasion schützen sollte. Die meisten der Befestigungen wurden nach dem Ende des Ersten Weltkrieges aufgegeben bzw. herabqualifiziert.
Da Toul nicht in direkte Kämpfe verwickelt war, sind die Beschädigungen an den Befestigungen durch Verfall oder absichtliche Zerstörung herbeigeführt worden.

## Situation
Mit dem Frieden von Rijswijk erhielt Toul eine neue strategische Bedeutung. Die rechtsrheinischen Städte wurden an das Deutsche Reich und Lothringen an Herzog Leopold zurückgegeben. Das gesamte Verteidigungssystem musste neu überdacht werden, und da Nancy nicht zu Frankreich gehören würde, entschied der König, Toul den Status eines Platzes in der dritten Linie zu geben.
Toul ist ein Verkehrsknotenpunkt auf dem linken Moselufer. Hier kreuzt sich die Route nationale 4 (Paris–Nancy) mit der Straße von Chamont nach Metz. Die Stadt liegt am östlichsten Bogen der Mosel zwischen Pont-Saint-Vincent und Frouard. Ihre Lage erlaubte die Kontrolle der Kommunikationswege in Ost-West-Richtung über die Mosel, die dann nur bei Foug die Maashöhen kreuzten, um bei Pagny-sur-Meuse in das Tal der Maas abzusteigen. Diese Lage machte aus französischer Sicht im 17. Jahrhundert die Anlage einer bastionierten Befestigung um den Stadtkern zwingend notwendig.
In der Mitte des 19. Jahrhunderts wurden hier die Hauptverbindungswege – so der Canal de la Marne au Rhin, die Mosel und die Eisenbahnverbindungen Paris–Épernay–Nancy, Orléans–Troyes–Nancy und Dijon–Langres–Verdun – überwacht, dazu kam nach dem Deutsch-Französischen Krieg die Nähe zur deutsch-französischen Grenze, die nur 34 Kilometer entfernt war. Als Konsequenz beschloss die Nationalversammlung 1874 den Bau einer befestigten Linie, des Système Séré de Rivières. Die vier Festen Plätze Toul, Verdun, Épinal und Belfort bildeten die erste Verteidigungslinie an dieser Grenze, unterstützt von den Festungen der zweiten Linie (Laon, La Fère, Reims, Langres und Dijon).
Im Norden war der Feste Platz Toul durch einen Verteidigungsvorhang mit Verdun verbunden. Im Süden von Toul bestand eine Lücke (der sogenannte Trouée de Charmes), deren südlicher Anschluss durch das ebenfalls befestigte Épinal gebildet und die lediglich durch einige Sperrforts im Norden überwacht wurde. Die Modernisierung der Befestigungen von Toul wurde durch den Bau einer Reihe von detachierten Forts sichergestellt, die die Stadt in einem wenige Kilometer entfernten Ring umgeben. Sie waren im Westen an die Maas angelehnt und bildeten im Osten einen Brückenkopf am rechten Moselufer.
Die Festungsanlagen von Toul wurden im Jahre 1941 als „Monuments historiques“ unter Denkmalschutz gestellt, die „Porte de Metz“ (Metzer Tor) bereits 1929.

## Toul und Vauban

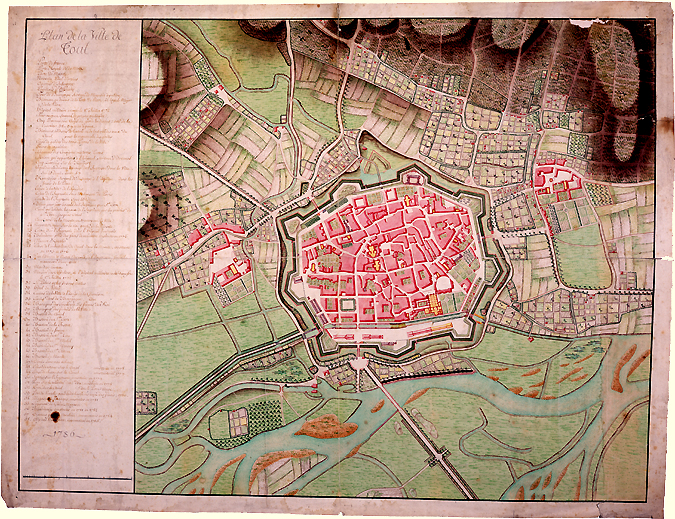
Plan von Toul und den Festungsanlagen, 1786

Vauban entwarf 1698 eine neue Stadtumwallung mit drei Toren und der Verlagerung der Stadt nach Südwesten. Die Arbeiten begannen 1699/1700. Schriftliche Unterlagen geben an, dass im Jahre 1712 die Escarpenmauer vollendet war. Aber die Befestigungen wurden niemals vollendet, der Bau der Contreescarpe und der Demi-lunes wurde aus Haushaltsgründen verschoben. Eine Demi-lune wurde jedoch 1725 gebaut, um den Eingang am Ingressin-Bach abzudecken.
Am Ende der Napoleonischen Herrschaft zeigte die Belagerung von 1814 die Vernachlässigung an den Festungswerken auf. Von 1822 bis 1844 wurden Verstärkungsarbeiten durchgeführt und in den Bastionen 38 und 45 zwei Defensivkasernen errichtet. 1846 wurde der Kanal in die Verteidigungsanlage integriert, und man baute zur Überwachung einen befestigten Stützpunkt nach Art eines Montalembertschen Turms, die „Canonnière“.
Die Belagerungen im Deutsch-Französischen Krieg (einschließlich der von Toul) zeigten die Wirkungslosigkeit der veralteten Stadtmauern gegen die moderne Artillerie, was den Bau der Verteidigungsanlagen weit vor dem Stadtkern erforderte.

## Système Séré de Rivières
Nach dem Vertrag von Frankfurt zwischen dem Deutschen Reich und der Dritten Republik und den damit verbundenen Gebietsabtretungen des Elsass und Teilen von Lothringen wurde Toul plötzlich zu einem Platz von höchster strategischer Wichtigkeit, insbesondere da Nancy nicht befestigt werden konnte.
Der Général Séré de Rivières veranlasste eine neue Befestigungslinie um die Stadt, die aus vorgeschobenen Forts in einer Entfernung von zwischen 5 und 7 Kilometern bestand. Zwischen 1874 und 1914 wurden umfangreiche Baumaßnahmen durchgeführt. Mit insgesamt 16 Werken war Toul damit einer der großen Festen Plätze. Die Umwallung von Vauban wurde beibehalten, erneuert und verstärkt. Es wurden neue Kasematten geschaffen, die Porte Moselle und die Porte de France wurden 1882/1883 erneuert und dabei verbreitert.
Im Jahr 1886 ermöglichte der Bau der ersten Kaserne außerhalb des Walles die Entwicklung der Stadt, die zwei Jahrhunderte lang durch eine Mauer eingeengt war. Im Südosten erstreckt sich der Friedhof Saint-Èvre, er ist durch das 1901 durchbrochene Tor „Porte Jeanne d’Arc“ direkt mit dem Zentrum verbunden.
Die Befestigungen wurden 1922 aufgegeben, jedoch innerhalb zahlreicher militärischer Einrichtungen in großen Teilen erhalten. Die Gräben der Stadtumwallung im Osten wurden mit den Trümmern der Bombenangriffe auf Toul im Jahre 1940 aufgefüllt. Nach dem Krieg wurde die Außenseite des Tores „Porte de Metz“ eingeebnet und ein Durchbruch für die Durchquerung der Nationalstraße 4 zwischen den Toren „Porte Moselle“ und „Porte de France“ geschaffen.

## Bau und Modernisierungen

### 1874 bis 1883

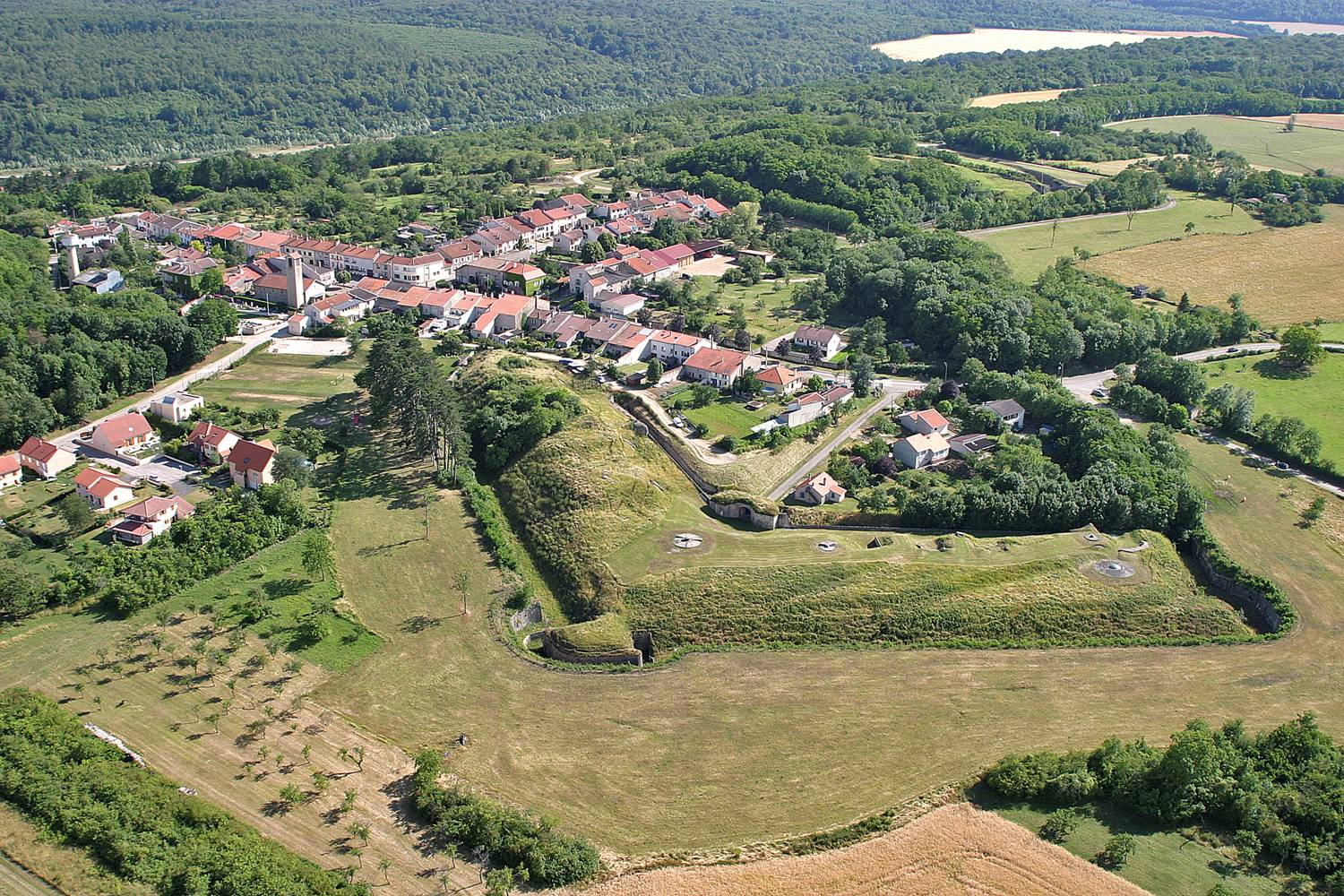
Luftbild des Dorfes Villey-le-Sec mit dem Fort de Villey-le-Sec

Die ersten Werke wurden 1874 mit dem Fort du Saint-Michel, der Redoute de Dommartin, dem Fort du Tillot, dem Fort de Domgermain und dem Fort d’Écrouves errichtet. Erbaut, um einer unmittelbar bevorstehenden Gefahr zu begegnen, wurde die Redoute de la Justice hinzugefügt, eine Art Wachposten, die in Richtung der Lücke von Foug vorgeschoben war. Einige Jahre später wurde die Verteidigungslinie im Süden verlängert und das Fort de Blénod gebaut. Im Norden kam das Fort de Lucey dazu, das mit der Position von Écrouves durch einen Defensivposten verbunden war, der dann zum Fort de Bruley ausgebaut wurde. Zwischen dem Fort de Villey-le-Sec und Dommartin entstand die Redoute de Chaudeney. Komplettiert wurde der Abschnitt 1787 durch das Fort de Gondreville, das den Brückenkopf an der Mosel verstärkte.

### 1885 bis 1899

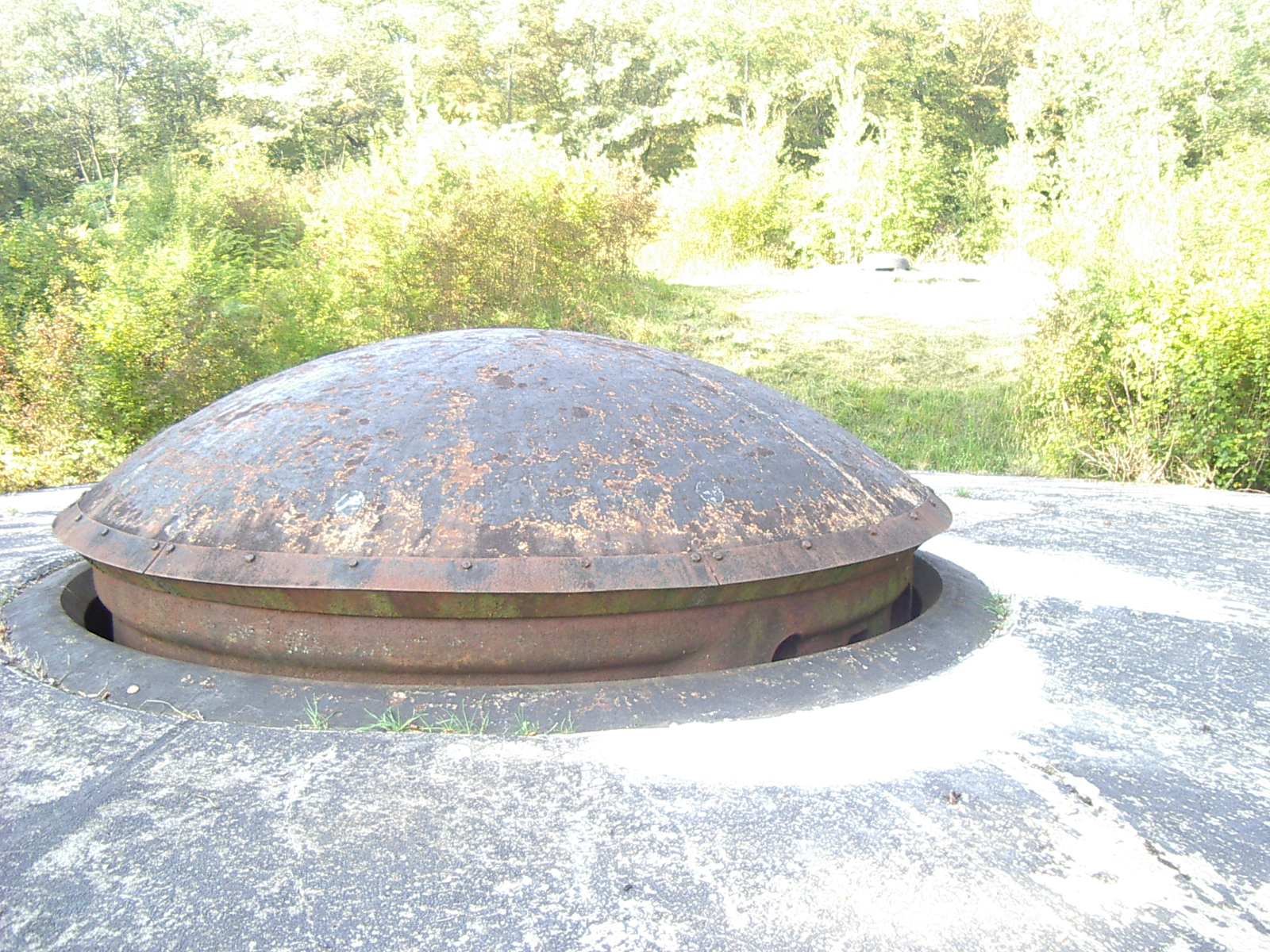
Versenkbarer Geschützpanzerturm der Ouvrage Est du Vieux-Canton

Nach der Verbesserung der Artilleriewirkung war es notwendig geworden, die Verteidigungsanlagen weiter vorzuschieben. Es entstanden die dreieckigen kleinen Vorwerke Ouvrage de Bouvron, Ouvrage de Francheville, Ouvrage du Ropage, Ouvrage Est du Vieux-Canton und die Ouvrage de Villey-Saint-Étienne.
Gleichzeitig mussten die Ost- und die Südfront verstärkt werden. Als vorgeschobene Linie entstanden die Ouvrage de Fontenoy, die Ouvrage du Haut-des-Champs und die Ouvrage du Fays gleichzeitig mit der Ouvrage du Chanot (das spätere Fort du Chanot), der Ouvrage de Bicqueley, der Ouvrage de Gye und der Ouvrage de Charmes.

### 1900 bis 1914
Im Jahr 1899 wurde die Lage der Hauptverteidigungslinie durch die Vorgaben der Hochkommission für Festungen endgültig festgelegt. Die vorhandenen Hauptstützpunkte wurden durch neue Werke ergänzt. Im Nordosten kamen die Ouvrage de la Cloche, die Ouvrage du Mordant und das Fort du Vieux-Canton dazu. Das Fort de Lucey und seine Annexbatterie (wurde zum Fort de Trondes) waren in einer vorgeschobenen Stellung positioniert. Das Fort du Chanot und das Fort du Tillot wurden gebaut. Gleichzeitig wurden alle Forts (außer der „Redoute de Dommartin“) verstärkt.
Das Programm von 1900 wurde durch ein Programm von 1908 ergänzt, das neben den erwähnten Verstärkungen auch den Bau verschiedener Unterstände, gepanzerter und offener Batterien, Straßen, Stacheldrahtverhaue usw. sowie die Entwaldung umfasst. Die Verteidigungslinie wurde zu einer Hauptverteidigungszone, die durch die oben angegebenen Forts gebildet wurde, die als Widerstandszentren galten. Weiterhin wurde eine Reihe vorgeschobener Stützpunkte an natürlichen Positionen errichtet, die günstige Verteidigungsbedingungen boten. Der zentrale Kern bestand aus dem Fort du Saint-Michel, dem Dorf Dommartin, der Kaserne des Plateau de la Justice und der Côte Barine.

## Beschreibung

### Kernwerk
Die Umwallung der Stadt Toul wurde gegen Ende des 17. Jahrhunderts erbaut. Sie bestand aus neun Bastionen, mit fünf Demi-lunes. Zwischen 1874 und 1882 wurden zwei Tore überholt und verstärkt (Porte de Moselle und Porte de France) und jeweils mit einer abwerfbaren Brücke versehen. Zwischen 1878 und 1880 wurden Kasematten in den Wall eingebaut.

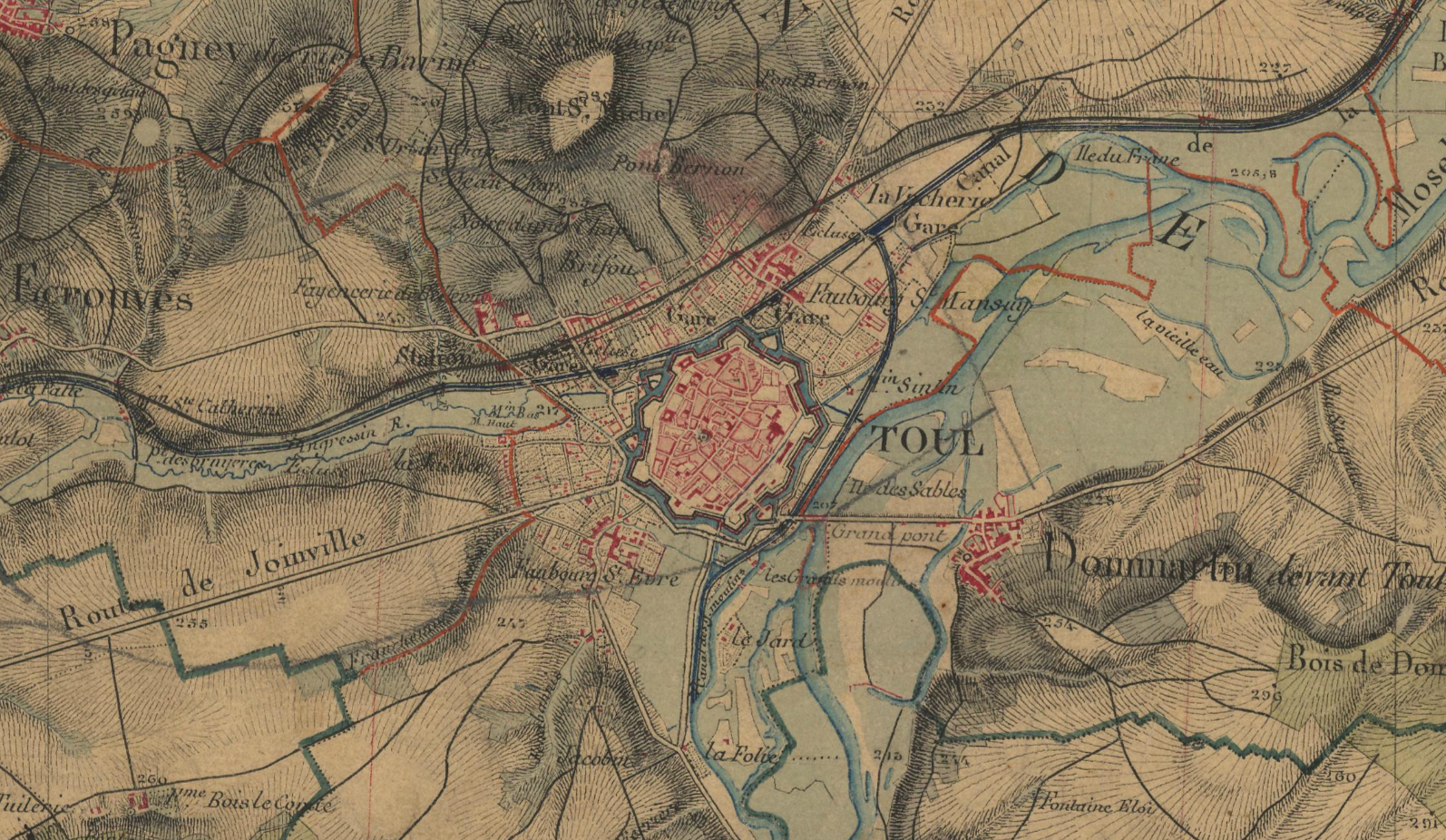
Generalstabsplan aus dem Jahre 1866
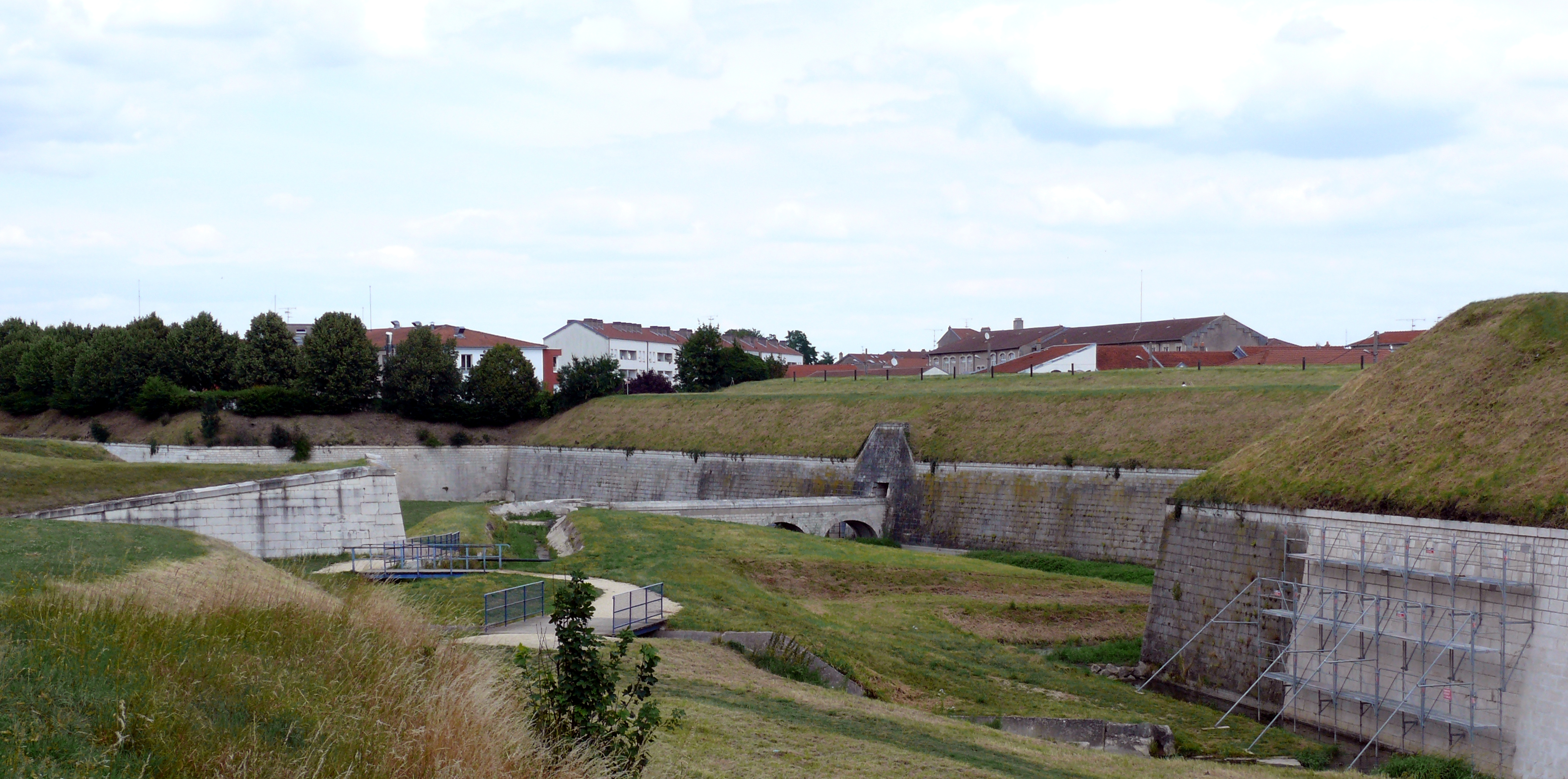
Demi-lune zur Deckung der Porte de Metz (im Nordosten), zwischen zwei Bastionen gelegen
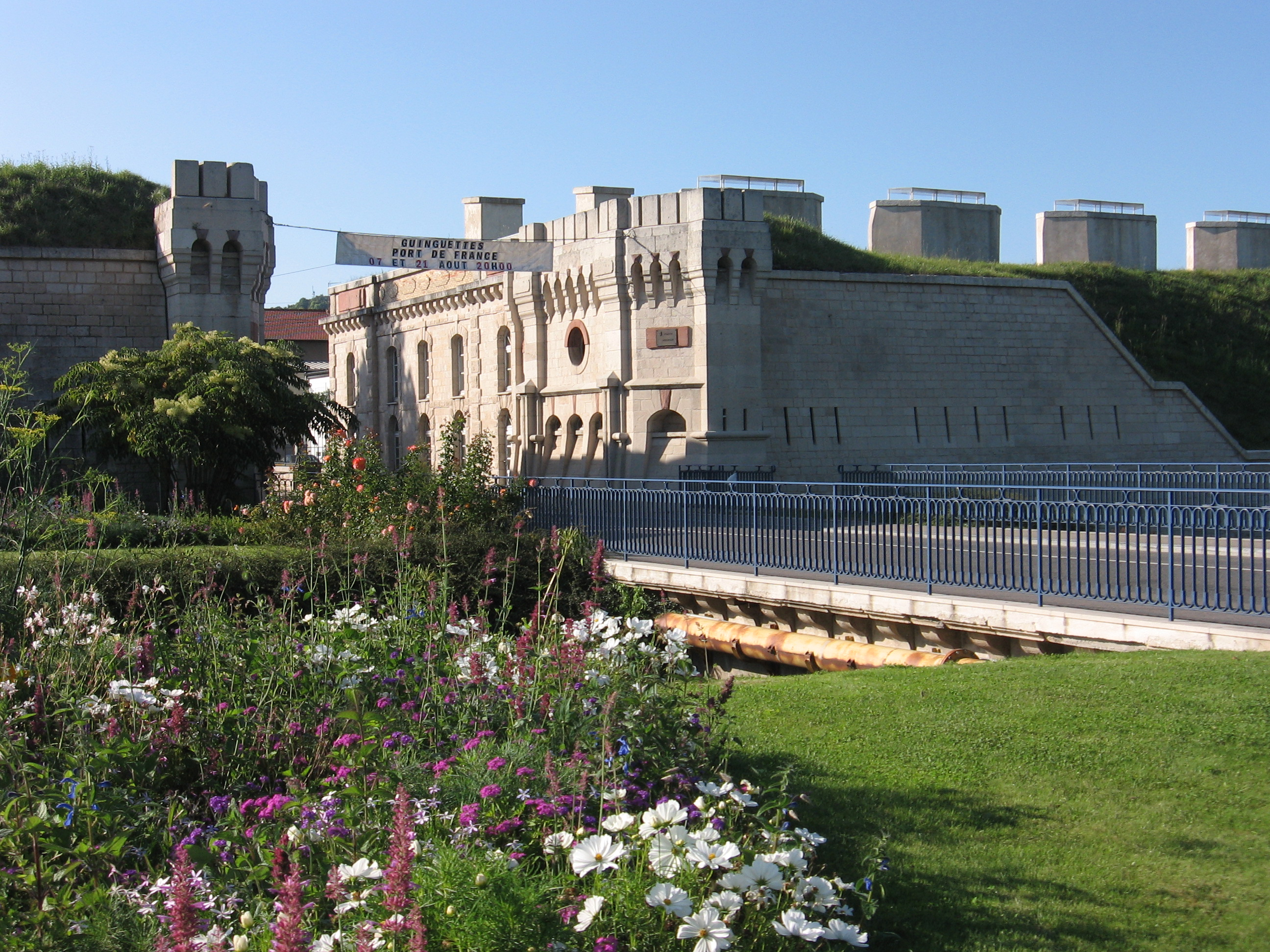
Porte Moselle (Moseltor im Südosten), Zugang über die Moselbrücke im Vordergrund
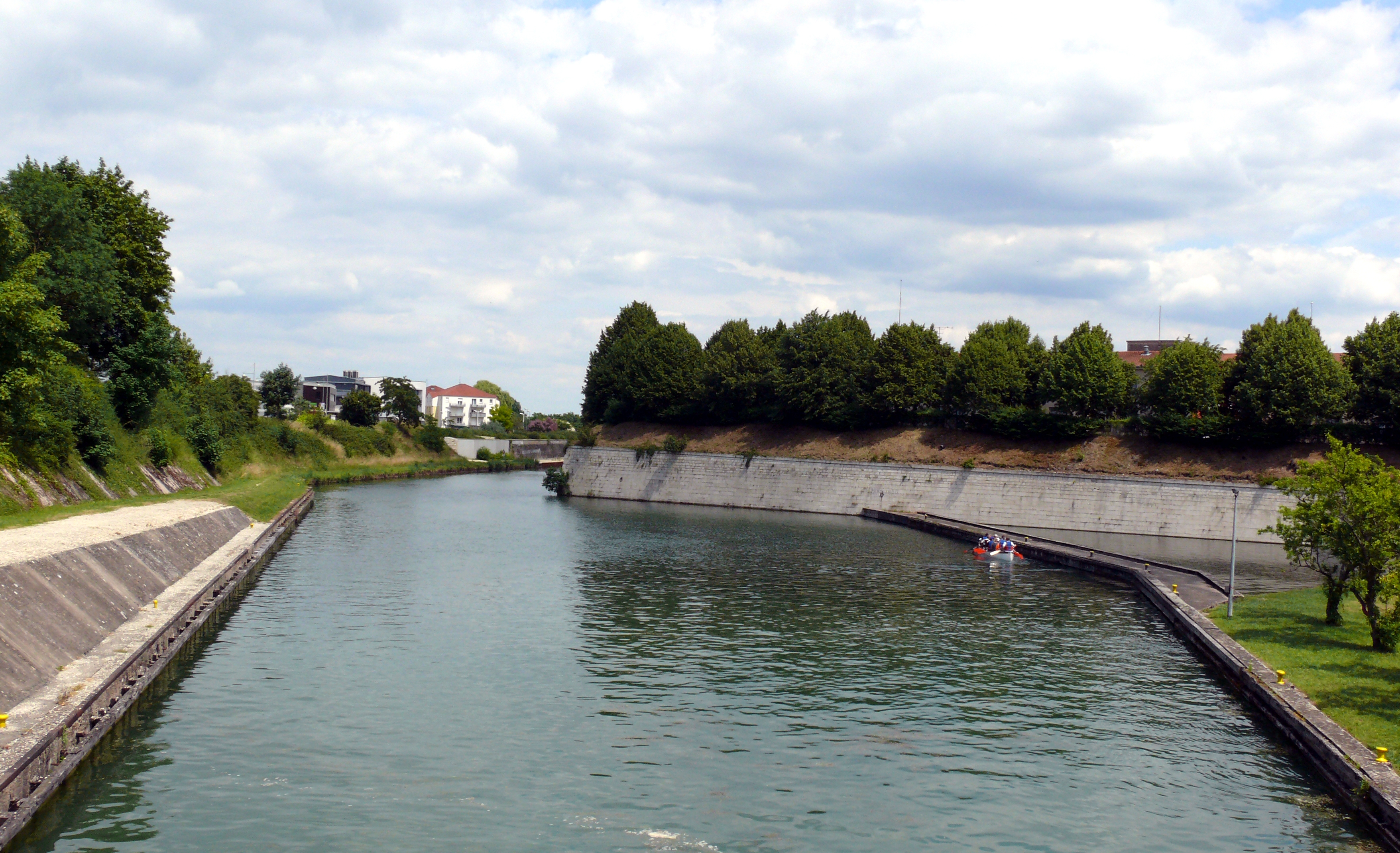
Bastion am Canal de la Marne au Rhin (im Nordwesten)

- Das Fort du Saint-Michel (auch Fort du Mont-Saint-Michel) befindet sich auf der gleichnamigen Kuppe mit einer Höhe von 387 Metern, 1,3 Kilometer nordöstlich von Toul. Erbaut in den Jahren 1874 bis 1878, besteht es aus einem Wall mit 24 Hohltraversen und einem Reduit mit drei Kaponnieren. 1787 wurde eine Kaverne angelegt, 1890 ein Geschützpanzerturm (Tourelle Saint-Chamond) mit zwei 155-mm-Kanonen am östlichen Rand des Forts. 1901 bis 1904 wurde eine zweite Umwallung als Betonmauer angelegt und 1910 bis 1913 eine Kühlanlage unterhalb des westlichen Teils eingebaut. Im Jahre 1914 diente das Fort als geschützte Telegraphiezentrale. 1915 wurde es desarmiert, die Geschütze wurden an die Front gebracht. Im Jahre 1917 wurde es mit Maschinengewehren zeitweilig wieder aufgerüstet.[5] (Koordinate).

- Die Redoute de la Justice befindet sich auf einer kleinen Anhöhe (245 m) südwestlich der Stadtumwallung und 1,3 km entfernt. Sie kontrollierte die Straße Joinville–Vaucouleurs. Erbaut in den Jahren 1874–1875, bildete sie ein Trapez mit einem Kehlgraben. Ausgeführt ist sie in Mauerwerk, das von einer Erdschicht bedeckt ist. Bedingt durch den Bau der anderen Forts, blieb die Redoute unvollendet. 1883 diente sie als Kaserne.[6] (Koordinate).

### Sektor Écrouves-Bruley
Die Sektoren Écrouves-Bruley und Lucey-Trondes deckten die Nordwestflanke der Festung.
- Fort d’Écrouves in Écrouves (Koordinate)
- Ouvrage du Val-des-Nonnes in Bruley (Koordinate)
- Ouvrage de Bois-Bulletin in Laneuveville-derrière-Foug (Koordinate)
- Ouvrage de Fayemont in Lucey (Meurthe-et-Moselle) (Koordinate)
- Fort de Bruley in Bruley (Koordinate)
- Fort de Lucey in Lucey (Koordinate)
- Fort de Trondes in Trondes (Koordinate)

### Sektor Mordant-La Cloche
Der Sektor Mordant-La Cloche deckte die Nordostflanke der Festung.
- Ouvrage de la Cloche in Lucey (Koordinate)
- Ouvrage de Bouvron in Bouvron (Meurthe-et-Moselle) (Koordinate)
- Ouvrage de Francheville in Francheville (Koordinate)
- Ouvrage de Ropage in Francheville (Koordinate)
- Ouvrage Ouest du Vieux-Canton in Villey-Saint-Étienne (Koordinate)
- Fort du Vieux-Canton in Villey-Saint-Étienne (Koordinate)
- Ouvrage Est du Vieux-Canton in Villey-Saint-Étienne (Koordinate)
- Ouvrage du Bas-du-Chêne in Villey-Saint-Étienne (Koordinate)
- Ouvrage du Mauvais-Lieu in Villey-Saint-Étienne (Koordinate)
- Ouvrage de Villey-Saint-Étienne in Villey-Saint-Étienne (Koordinate)
- Ouvrage du Mordant in Villey-Saint-Étienne (Koordinate)

### Sektor Gondreville-Tillot

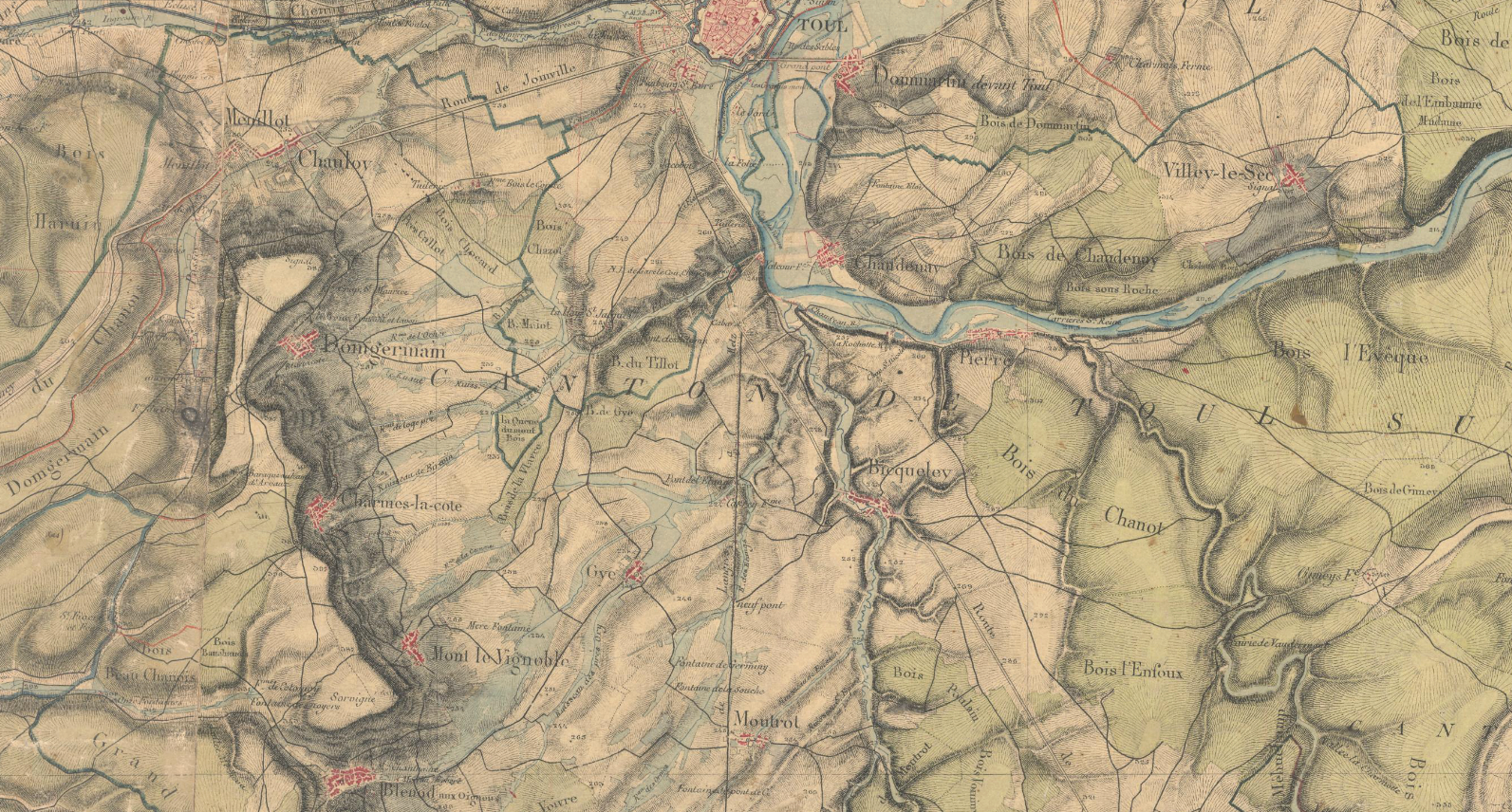
Der Sektor Toul-Süd

Der Sektor Gondreville-Tillot deckte den Abschnitt Südost der Festung.
- Ouvrage de Fontenoy in Fontenoy-sur-Moselle (Koordinate)
- Fort de Gondreville in Gondreville (Meurthe-et-Moselle) (Koordinate)
- Ouvrage du Haut-des-Champs in Gondreville (Meurthe-et-Moselle) (Koordinate)
- Ouvrage du Charmois in Gondreville (Meurthe-et-Moselle) (Koordinate)
- Ouvrage de Fays in Gondreville (Meurthe-et-Moselle) (Koordinate)
- Fort de Villey-le-Sec in Villey-le-Sec (Koordinate)
  - Batterie Nord in Villey-le-Sec (Koordinate)
  - Batterie Sud in Villey-le-Sec (Koordinate)
- Redoute de Chaudeney in Villey-le-Sec (Koordinate)
- Redoute de Dommartin in Dommartin-lès-Toul (Koordinate)
- Fort du Chanot in Pierre-la-Treiche (Koordinate)
  - Ouvrage avancé du Chanot in Pierre-la-Treiche (Koordinate)
- Ouvrage de Bicqueley in Bicqueley (Koordinate)
- Ouvrage de Gye in Gye (Koordinate)
- Fort du Tillot in Gye (Koordinate)

### Sektor Blénod-Domgermain
Der Sektor Blénod-Domgermain deckte den Abschnitt Südwest der Festung.
- Fort de Blénod in Blénod-lès-Toul (Koordinate)
- Ouvrage avancé de Charmes-Sud in Charmes-la-Côte (Koordinate)
- Ouvrage avancé de Charmes-Nord in Charmes-la-Côte (Koordinate)
- Ouvrage de Charmes in Charmes-la-Côte (Koordinate)
- Fort de Domgermain in Domgermain (Koordinate)

## Garnisonstruppen
Zwischen 1873 und 1898 gehörte der Feste Platz Toul zur „6e région militaire“ (6. Militärregion) mit Sitz des Hauptquartiers in Châlons-sur-Marne. Ab 1898 wurde die Festung der „20e région militaire“ (bestehend aus dem 20. Armeekorps) unterstellt. Das Hauptquartier war jetzt in Nancy. Zu Beginn des Jahres 1914 war die komplette 39. Infanteriedivision in Toul stationiert. Sie bestand aus dem „146e régiment d’infanterie“ (Depot in Melun), dem „153e régiment d’infanterie“ (Depot in Fontainebleau), „156e régiment d’infanterie“ (Depot in Troyes), dem „160e régiment d’infanterie“ (Depot in Neufchâteau) und dem 12e régiment de dragons (Depot in Troyes). Das alles waren Feldeinheiten, die nicht als Festungsbesatzung bestimmt waren.
Die Festungsbesatzung selbst bestand aus Regimentern, die direkt dem 20. Armeekorps unterstellt waren:
dem „167e régiment d’infanterie“ (Depot in Toul), dem „168e régiment d’infanterie“ (Depot in Sens), dem „169e régiment d’infanterie“ (Depot in Montargis), dem „41e régiment d’infanterie territorial“ und dem „42e régiment d’infanterie territorial“, dazu dem „39e régiment d’artillerie“ und dem neu aufgestellten „10e régiment du génie“ (10. Pionierregiment) – vormals das „20e bataillon du génie“ des „5e régiment du génie“ in Versailles. Die Geschütze in den Forts unterstanden dem „6e régiment d’artillerie à pied“ (6. Fußartillerieregiment). Weiterhin stand ein Fliegerhorst zur Verfügung, der von einer Halbkompanie betrieben wurde und auf dem die 23e section d’aviation stationiert war. Die Gesamtstärke der Garnison betrug 17.140 Mann.

## Erster Weltkrieg

Zwei unterschiedliche Pläne: der Plan XVII und der Schlieffen-Plan

Im Zuge der Generalmobilmachung im August 1914 konzentrierten sich die fünf Armeekorps (je zwei Divisionen) der 2. Armee von Général Castelnau gemäß dem Plan XVII in einem Bogen von Pont-à-Mousson bis Blâmont, dabei Nancy schützend. Hunderte von Transportzügen der Linie „C“ (von Marseille und Montpellier, dann über Mâcon, Dijon, Langres und Mirecourt) sowie der Linie „D“ (von Bordeaux und Tours, dann über Orléans, Troyes, Chaumont und Nancy) passierten die Festung Toul. Nach den Truppen der aktiven Armeekorps (5. bis 12. August) trafen zwischen dem 12. und dem 18. August die Reservedivisionen, die Artillerieparks, die Territorialregimenter (entsprach der deutschen Landwehr), die Logistik und die Versorgungsgüter für die Festung ein.
Die ersten Einheiten, die zur Verfügung standen, waren die des 20. Armeekorps, inklusive der dazugehörenden Kavallerie, im August 1914 kommandiert von Général Foch. Dem Festen Platz wurde die 68. Reserve-Infanteriedivision zugeteilt, die außerhalb von Toul, bei der Gemeinde Grand Couronne (Département Meurthe-et-Moselle), zusammengezogen wurde. Kommandant des Festen Platzes Toul war der Gouverneur Général Rémy, der zu diesem Zeitpunkt über eine Kriegsstärke von 74.672 Mann verfügte: zu der Friedensgarnison kamen die 75. Reserve-Infanteriedivision mit den Reserveregimentern 346e régiment d’infanterie, dem 353e régiment d’infanterie, dem 356e régiment d’infanterie, dem 367e régiment d’infanterie, dem 368e régiment d’infanterie und dem 369e régiment d’infanterie. Dazu kamen das 41e régiment d’infanterie territorial, das 42e régiment d’infanterie territorial, das 47e régiment d’infanterie territorial, das 52e régiment d’infanterie territorial und das 95e régiment d’infanterie territorial. An Feldartillerie das 12e régiment d’artillerie und das 39e régiment d’artillerie, an Fußartillerie das 6e régiment d’artillerie, das seinen Bestand durch Landwehr und sonstige Hilfskräfte verdreifachen konnte. Dazu das 20e bataillon de génie und das 26e bataillon de génie (Pioniere).

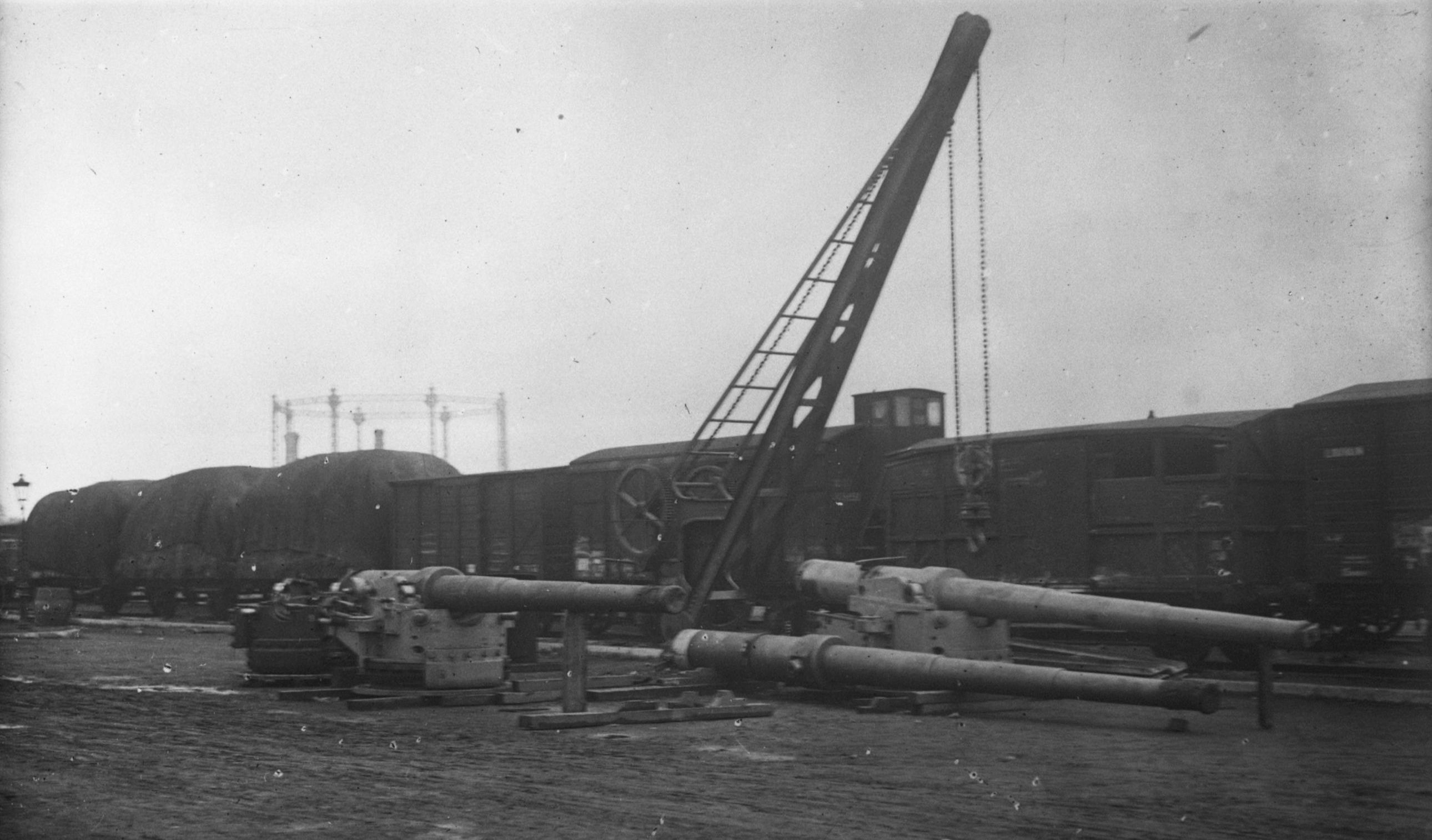
Ankunft der 24-cm-Marinekanonen in Toul im Dezember 1914

Im Zuge der Grenzschlachten verlor der Feste Platz Toul rapide seine Garnison – die aktiven und die Reserveeinheiten wurden im Oktober 1914 abgezogen, lediglich die Territorialverbände blieben zurück. Während des Winters 1914/15 wurden durch die Nähe der Front (Vorsprung bei St. Mihiel) Verstärkungen an Artillerie installiert, vor allem ein Dutzend Marinekanonen vom Kaliber 16,4 cm und Flugabwehrgeschütze. Am Ende des Jahres 1915 wurde vom Oberkommando die Entwaffnung der Festung befohlen (ausgenommen die Geschützpanzertürme), um alle Geschütze und die vorhandene Munition an die Front zu bringen. Ende 1916, mit den Erfahrungen aus der Schlacht um Verdun, wurden die Forts und Vorwerke mit Maschinengewehren ausgestattet, die Geschützpanzertürme wieder mit ausreichend Munition versorgt und in die Gänge der Forts Traversen eingebaut.